# Spoorlijn Dortmund Süd - Dortmund Ost
De spoorlijn Dortmund Süd - Dortmund Ost was een Duitse spoorlijn en was als spoorlijn 2110 onder beheer van DB Netze.

## Geschiedenis
Het traject werd door de Rheinische Eisenbahn-Gesellschaft geopend op 15 december 1880. In mei 1988 is de lijn stilgelegd en vervolgens opgebroken.

## Aansluitingen
In de volgende plaatsen was er een aansluiting op de volgende spoorlijnen:
Dortmund Süd
DB 2112, spoorlijn tussen Welver en Dortmund Süd
DB 2126, spoorlijn tussen Dortmund-Dorstfeld en Dortmund Süd
DB 2136, spoorlijn tussen Dortmund Süd en Dortmund-Bodelschwing
DB 2423, spoorlijn tussen Düsseldorf-Derendorf en Dortmund Süd
Dortmund Ost
DB 2111, spoorlijn tussen Dortmund Ost en Dortmund-Eving